# Puente de Vessy
El puente de Vessy (también conocido como puente del Arve) es una estructura vial y peatonal que cruza sobre el río Arve. Está ubicado en el cantón de Ginebra y conecta los municipios de Ginebra y Veyrier, en Suiza. Fue proyectado en 1936 por el ingeniero Robert Maillart, cuyas innovadoras ideas en el empleo del hormigón armado quedaron plasmadas en el diseño del puente.

## Localización
El puente de Vessy es el tercer cruce sobre el río Arve localizado aguas arriba después de entrar en Suiza. Recibe su nombre en referencia al caserío de Vessy, que se encuentra en la margen izquierda del puente.
Está situado a la entrada de un bucle del río Arve que, en su extremo, es atravesado por el puente del Val d'Arve, situado en la misma alineación recta de la carretera que el puente de Vessy.

## Historia
Proyectado y construido en 1936 por el ingeniero suizo Robert Maillart, su costo total fue de 76 000 francos suizos, o alrededor de 100 francos por metro cuadrado. Este importe era significativamente menor que el costo habitual en ese momento en Suiza, que solía alcanzar entre 450 y 700 francos por metro cuadrado.

## Datos técnicos
El puente de Vessy es un arco triarticulado, que a su vez consta de tres arcos paralelos. Se distingue fácilmente por el particular aspecto de los soportes verticales en forma de X que conectan el arco con el tablero.